# Tinognathus parviceps
Tinognathus parviceps is een keversoort uit de familie loopkevers (Carabidae). De wetenschappelijke naam van de soort is voor het eerst geldig gepubliceerd in 1878 door Chaudoir.